# SFOR

Az SFOR kétnyelvű (angol-ciril betűs) emblémája

Az SFOR (feloldva Stabilisation Force, magyarul „Stabilizációs Erő”) NATO-vezette többnemzetiségű béketámogató haderő volt Bosznia-Hercegovina területén. Az egy évig fennálló IFOR-t követte, melyet a daytoni békeszerződés hívott életre, mely magát az országot is ratifikálta. Az Észak-atlanti katonai szövetségnek ezek voltak az első béketámogató és békefenntartó műveletei.
Az SFOR működési ideje a Joint Guard hadművelettel kezdődött (1996. december 21.–1998. június 19.), majd a Joint Forge hadművelettel (1998. június 20.–2004. december 2..) fejeződött be. A csapatok létszáma 2002 végén megközelítette a 12 000 főt, két évvel később 2004-ben már csak 7000 volt, ahogy utódszervezetének is. Az SFOR-művelet befejezését hivatalosan a 2004-es isztambuli NATO-csúcsértekezleten jelentették be. Szerepét Boszniában az Európai Unió-irányította EUFOR vette át (EUFOR Althea) 2004. december 2-ától. Egy kis számú, körülbelül 250 fős amerikai erő Ratko Mladić háborús bűnös kutatásában is részt vett. Magát a szervezetet egy évvel később, 2005. december 2-án oszlatták fel. A csoportosulás kitűzött feladatát az eltelt kilenc év alatt sikeresen teljesítette. A búcsúceremónián a NATO védelmi minisztere, Jaap De Hoop Scheffer is részt vett.

## Részt vevő országok
NATO-tagok
| - Amerikai Egyesült Államok - Belgium - Bulgária - Csehország - Dánia - Egyesült Királyság - Észtország | - Franciaország - Görögország - Hollandia - Izland - Kanada - Lengyelország - Lettország | - Litvánia - Luxemburg - Magyarország - Németország - Norvégia - Olaszország - Portugália | - Románia - Spanyolország - Szlovákia - Szlovénia - Törökország |

Nem NATO-tagok
| - Ausztrália - Albánia - Ausztria - Argentína | - Egyiptom - Finnország - Írország - Malajzia | - Marokkó - Oroszország - Svédország - Új-Zéland |

## Parancsnokok
Az SFOR parancsnokai (COMSFOR) egyéves ciklusokban váltották egymást:
| William W. Crouch tábornok      | 1996. november–1997. július       |
| Eric Shinseki tábornok          | 1997. július–1998. október        |
| Montgomery C. Meigs tábornok    | 1998. október–1999. október       |
| Ronald E. Adams altábornagy     | 1999. október–2000. szeptember    |
| Michael L. Dodson altábornagy   | 2000. szeptember–2001. szeptember |
| John B. Sylvester altábornagy   | 2001. szeptember–2002. október    |
| William E. Ward altábornagy     | 2002. október–2003. október       |
| Virgil Packett vezérőrnagy      | 2003. október–2004. október       |
| Steven P. Schook dandártábornok | 2004. október–2005. december      |

## Műveleti területek
- Mostar Többnemzetiségű dandár (Dél) (Multi National Brigade (South), MNB(S) ) - olasz, francia és spanyol
- Banja Luka Többnemzetiségű hadosztály (Nyugat) (Multi National Division (West), MND(W) ) - brit, kanadai, cseh és holland
- Tuzla Többnemzetiségű hadosztály (Észak) (Multi National Division (North) MND(N) - amerikai, lengyel, orosz és svéd.

A három többnemzetiségű hadosztály 2002 végéig maradt fenn, majd létszámuk 2004-ig dandár szintre csökkentették.